# Phaeostigma italogallicum
Phaeostigma italogallicum är en halssländeart som först beskrevs av H. Aspöck och U. Aspöck 1976.  Phaeostigma italogallicum ingår i släktet Phaeostigma och familjen ormhalssländor. Inga underarter finns listade i Catalogue of Life.